# 鄭裕彤家族
鄭裕彤家族是香港廿一世紀四大家族之一。

## 家族簡介
家族核心鄭裕彤的父親是廣州的綢緞商人鄭敬詒，與黃金商人周至元是同鄉兼好友。抗日戰爭後，鄭裕彤便輟學到澳門，於岳父周至元的周大福珠寶金行工作，並在1956年開始接手營運周大福。 福布斯公佈的2017亞洲富豪家族排行榜，鄭裕彤家族排名第八位，家族資產為255億美元。

## 家族成員
- 鄭敬詒 = 何巧平
  - 鄭裕彤（前新世界發展董事會主席） = 周翠英
    - 鄭家純（新世界發展董事會主席、新創建集團董事會主席、周大福珠寶集團董事會主席） = 葉美卿
      - 鄭志剛（葉美卿所出）（新世界發展董事會執行副主席、新創建集團執行董事、周大福珠寶集團執行董事、K11藝術基金會董事會主席） = 余雅穎（周大福教育集團董事會副主席兼總裁）
      - 鄭志雯（葉美卿所出）（新世界發展執行董事、新世界酒店集團董事會主席、周大福珠寶集團非執行董事、瑰麗酒店集團行政總裁） = 龐建貽 （大亞國際集團董事總經理）
        - 龐奕釗
        - 龐奕芝
        - 龐奕鈞

      - 鄭志明（葉美卿所出）（新創建集團執行董事、富通保險執行董事） = 張美施
      - 鄭志亮（葉美卿所出）（新創建集團執行董事）
      - 鄭澤泓（王穎妤所出）
      - 鄭澤然（王穎妤所出）

    - 鄭秀霞 = 杜惠愷（新世界發展有限公司董事會非執行副主席、新世界中國地産董事會副主席）
      - 杜家駒（新創建集團非執行董事、豐盛生活服務執行董事） = 蕭嘉妍（香港耀能協會成人服務管理委員會委員）
        - 杜浚文
        - 杜凱文
        - 杜熙文
        - 杜萃文

      - 杜家欣 = 陳新猷

    - 鄭家成（新世界發展有限公司非執行董事、新世界中國地産執行董事） = 李倩琦（前霹雳啪喇控股有限公司董事）
      - 鄭志恆（鄭家成前妻所出）（新世界發展執行董事、周大福珠寶集團執行董事） = 南宮浩淵
        - 鄭正曄（南宮浩淵所出）
        - 鄭多恩（南宮浩淵所出）
        - 鄭天心（張穎玉所出）

      - 鄭志謙（鄭家成前妻所出）（新世界中國地産執行董事、新時代集團控股執行董事） = 何慧中
      - 鄭志琳（李倩琦所出）

    - 鄭麗霞 = 孫耀江（聯合醫務集團主席）
      - 孫文堅（聯合醫務集團執行副主席兼聯席行政總裁） = 盧樂嫣
        - 孫曉澄
        - 孫敏澄

      - 孫穎怡 = 曾安業（周大福企業行政總裁、聯合醫務集團執行董事、有線寬頻副主席兼執行董事）
        - 曾國賢
        - 曾國能

  - 鄭裕榮
    - 鄭錦超（新時代能源董事會主席、長虹發展董事總經理）
    - 鄭錦標（周大福珠寶集團執行董事）

  - 鄭裕培（新世界發展執行董事、周大福珠寶集團執行董事）
    - 鄭錫鴻（周大福珠寶集團董事會名譽顧問）
    - 鄭錫强（新世界發展電腦部經理）

  - 鄭裕光
  - 鄭裕偉（周大福珠寶集團董事會名譽顧問）

## 相關文章
- 新世界發展
- 周大福集團
- 周大福珠寶集團

## 外部連結
- 鄭氏家族刊鄭裕彤訃文　兩孫澤然澤弘首曝光 （页面存档备份，存于）